# Ureum-waterstofperoxide
Ureum-waterstofperoxide (UHP = Engelse afkorting voor Urea Hydrogen Peroxide), ook bekend onder de namen waterstofperoxide–ureum, Hyperol, artizone en in de tandheelkunde als carbamideperoxide, is een witte, kristallijne verbinding, een complex of adduct, van equimolaire hoeveelheden ureum en waterstofperoxide. Het kan gezien worden als een vaste, watervrije vorm van waterstofperoxide. Opgelost in water fungeert het als een bron van waterstofperoxide bij bleken, desinfectie en oxidatie.

## Synthese
Voor de productie van UHP wordt ureum opgelost in 30% waterstofperoxide (molverhouding 2:3) bij een temperatuur van maximaal 60 °C, bij afkoelen slaat de stof neer.
Net als bij kristalwater in hydraten, kristalliseert waterstofperoxide samen met ureum uit. Er is maar één molecuul {\displaystyle {\ce {H2O2}}} per ureum-molecuul. De verbinding wordt eenvoudig bereid in honderden tonnen per jaar door ureum op te lossen in een overmaat warme waterstofperoxide-oplossing en deze dan te laten afkoelen waarbij de stof neerslaat. Op laboratoriumschaal verloopt de synthese op de zelfde manier.

## Structuur
De structuur van de vaste fase van UHP is bepaald met behulp van neutronendiffractie.

## Eigenschappen
Ureum-waterstofperoxide is een makkelijk in water oplosbare kleur- en geurloze kristallijne vaste stof die geleverd wordt als wit poeder, kleurloze naalden of in pellets. Bij het oplossen in de diverse oplosmiddelen dissocieert het 1:1-complex in ureum en waterstofperoxide, net als zouthydraten waarbij de hydraterende watermoleculen ook niet aan de zout-ionen gekoppeld blijven. De stof is dus, net als waterstofperoxide, een oxidator, maar wel een die veel veiliger, beter te controleren en te doseren is. Ook de stabiliteit bij hogere temperaturen is beter.
De oplosbaarheid van commerciële monsters kan variëren 0,05 g/mL tot meer dan 0,6 g/mL.

## Toepassingen

### Desinfentie en bleken
UHP wordt vooral vanwege zijn desinfecterende en blekende werking gebruikt in de cosmetische en farmaceutische industrie In sommige soorten bleekmiddelen voor tanden komt het voor. Het wordt ook gebruikt in de bestrijding van kleinere infecties van tandvlees, het mondslijmvlies, de lippen (aften) en om oorsmeer minder droog te maken.

### Reagens in de organische synthese
In het laboratorium wordt het toegepast als een makkelijker hanteerbare vervanging voor waterstofperoxide. Het blijkt een stabiel, makkelijk toepasbaar en effectief oxiderend reagens te zijn, dat zich goed laat sturen door een juiste keuze van reactie-omstandigheden. Het geeft oxidatieproducten op een milieuvriendelijke manier en vaak in goede tot zeer goede opbrensten, vooral in aanwezigheid van katalysatoren als maleïnezuuranhydride of natriumwolframaat.
Thiolen worden door UHP selectief omgezet in disulfides, secondaire alcoholen in ketonen, Sulfides in sulfoxides en sulfonen, nitrilen tot amides, en N-heterocyclische verbindingen in amineoxides.
Hydroxybenzaldehydes worden door UHP omgeze in dihydroxybenzenen (Dakin-oxidatie) en onder de juiste reactieomstandigheden ontstaan de overeenkomstige benzoëzuren.
Ketonen, met name cyclische, worden in een Baeyer-Villiger-reactie door UHP omgezet in esters, zoals uit onderstaand voorbeeld blijkt:
Met verschillende alkenen geeft UHP, in aanwezigheid van benzonitril, goede opbrensten aan epoxides (79 tot 96%).
Het zuurstof-atoom dat aan het alkeen gekoppeld wordt is afkomstig van het peroxoimidezuur dat als intermediair gevormd wordt uit benzonitril. Het resterende imidezuur tautomeriseert naar het benzamide.

### Overzicht van de verschillende reactie van UHP
In onderstaand  overzicht zijn de verschillende hierboven genoemde reacties in één figuur weergegeven:

## Veiligheid
Hoewel UHP een goed hanteerbare verbinding is, blijft het een sterke oxidator die huidirritatie en ernstig oogletsel kan veroorzaken. UHP bleek ook een, wel is waar stabiel, explosief dat, indien sterk samengedrukt, slaggevoelig is.